# Robin Reed

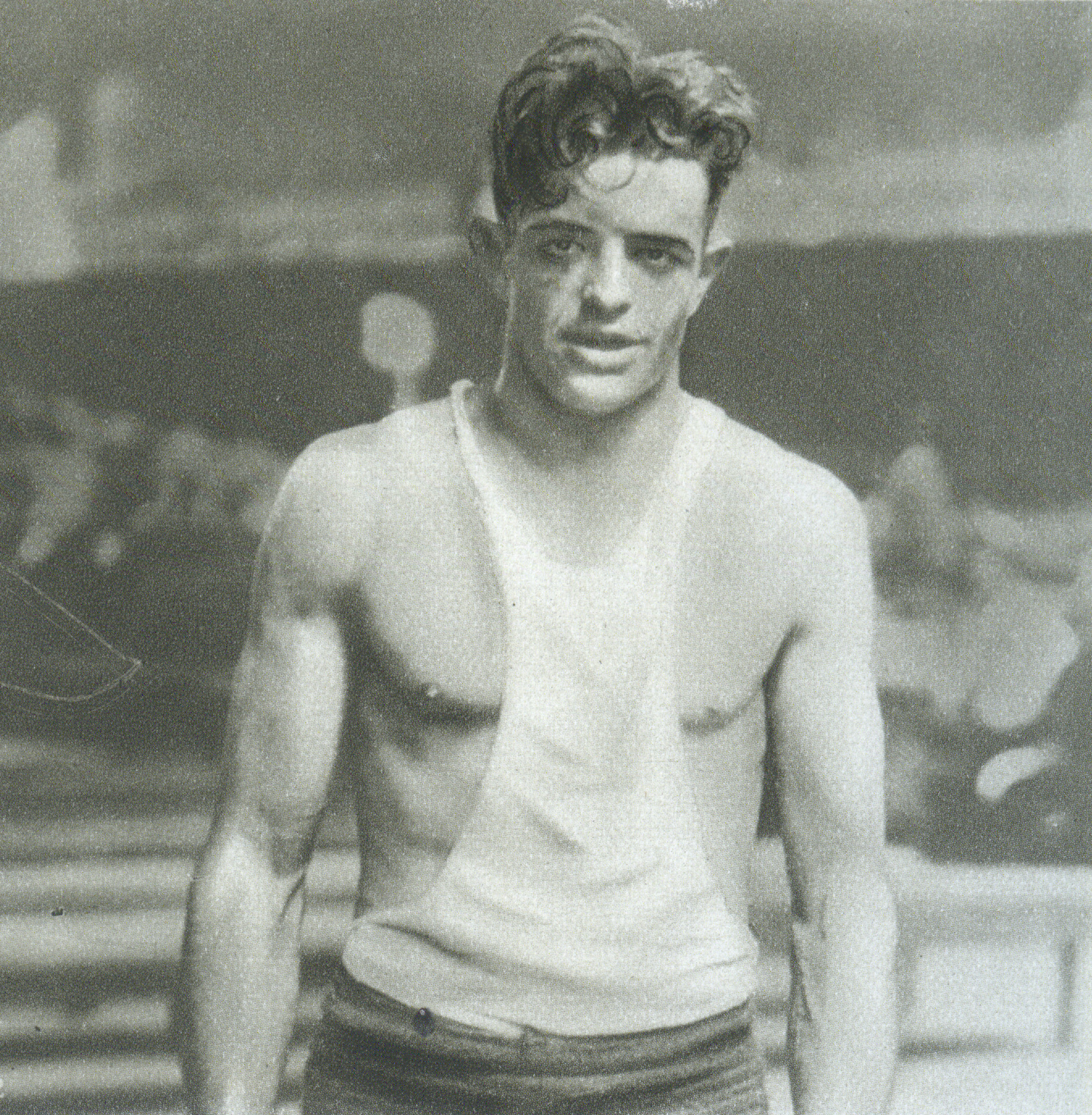
Robin Reed (1924)

Robin Lawrence Reed (* 20. Oktober 1899 in Pettigrew, Madison County, Arkansas; † 20. Dezember 1978 in Salem, Oregon) war ein US-amerikanischer Ringer. Er war Olympiasieger 1924 in Paris im freien Stil im Federgewicht. 

## Werdegang
Robin Reed besuchte die Portland’s Franklin High School, an der er mit dem Ringen begann. Wie damals in den Vereinigten Staaten üblich, rang er nur im freien Stil. Danach besuchte er die Oregon State University, an der er diesen Sport fortsetzte. 1921 wurde er US-amerikanischer Meister (AAU-Champion) im Bantamgewicht (bis 125 engl. Pfund, 56 kg). 1922 und 1924 gewann er diesen Titel im Federgewicht (bis 135 engl. Pfund, 61 kg). 1924 gewann er die US-amerikanische Olympiaausscheidung für die Spiele in Paris vom Leicht- bis zum Halbschwergewicht(!). Während des Trainings für die Olympischen Spiele soll er sogar den US-amerikanischen Meister im Schwergewicht und späteren Olympiasieger in dieser Gewichtsklasse Harry Steel besiegt haben.
Bei den Olympischen Spielen 1924 in Paris startete er im Federgewicht und wurde dort mit Siegen über Anton Koolman aus Estland, Naitō Katsutoshi aus Japan, Clifford Chilcott aus Kanada und Chester Newton, einem Kommilitone von der Oregon State University Olympiasieger. An weiteren internationalen Meisterschaften konnte er nicht teilnehmen, weil es in jenen Jahren schlichtweg keine gab. Ringer-Weltmeisterschaften im freien Stil für Amateure wurden erst 1951 eingeführt.
Schon während seiner aktiven Zeit wurde Robin Reed Trainer für Ringen an der Oregon State University. 1926 führte er dieses Team zur US-Meisterschaft der Universitätsmannschaften. Robin Reed soll während seiner gesamten Zeit als Amateurringer keinen einzigen Kampf verloren haben.
Gegen Ende des Jahres 1926 wurde Robin Reed Berufsringer und betätigte sich in diesem Metier bis 1936. 1936 trat er ab und wurde Immobilienmakler in Lincoln City, wo er sich ein Haus erbaute.
Nach seinem Tode im Jahre 1978 wurde er in die US-amerikanische Hall of Fame aufgenommen.

## Internationale Erfolge
- 1924, Goldmedaille, OS in Paris, freier Stil, Federgewicht (bis 61 kg Körpergewicht), mit Siegen über Anton Koolman, Estland, Naitō Katsutoshi, Japan, Clifford Chilcott, Kanada u. Chester Newton, USA